# Cellule de coordination des actions de terrain
La cellule de coordination des actions de terrain (CCAT) est une organisation indépendantiste kanak, créée le 18 novembre 2023 pour lutter contre le projet de dégel du corps électoral. Dans le cadre des émeutes de 2024, elle est soupçonnée d'être le bras armé du Front de libération nationale kanak et socialiste (FLNKS), et d'être responsable de meurtres, incendies et actions violentes. 

## Membres et actions
La cellule est animée par Christian Tein, l'un des cadres de l’Union calédonienne, et est de fait un outil du Front de libération nationale kanak et socialiste (FLNKS). Son siège est d'ailleurs situé dans le même bâtiment que l'Union calédonienne.
La CCAT a organisé plus d'une quinzaine de mobilisations et de réunions d'informations sur l'ensemble du territoire contre la réforme constitutionnelle entre le 24 novembre 2023 et le 13 mai 2024 sous deux mots d'ordre : discipliné et pacifique. Elle est actuellement visée par des enquêtes judiciaires pour sa participation supposée dans les émeutes de 2024 en Nouvelle-Calédonie, mais dément être à l’origine des troubles,. Dix de ses membres sont assignés à résidence lors de ces émeutes, et onze sont interpellés. Christian Tein, qui avait lui même demandé à être entendu par les enquêteurs « dans le but de s’expliquer sur les faits reprochés », et la chargée de communication Brenda Wanabo, sont placés en détention provisoire en Métropole. En tout, sept personnes sont envoyées dans différentes prisons de la Métropole. 
En août 2024, Christian Tein, alors en détention en France métropolitaine, est nommé président du Front de libération nationale kanak et socialiste, par un congrès réunissant les composantes de ce dernier, sauf deux partis associés.